# 克雷莫纳传统小提琴制作工艺
克雷莫纳传统小提琴制作工艺是意大利克雷莫納的古代手工藝品，自16世紀以来，製作了小提琴，中提琴，大提琴和低音提琴等弓弦乐器。

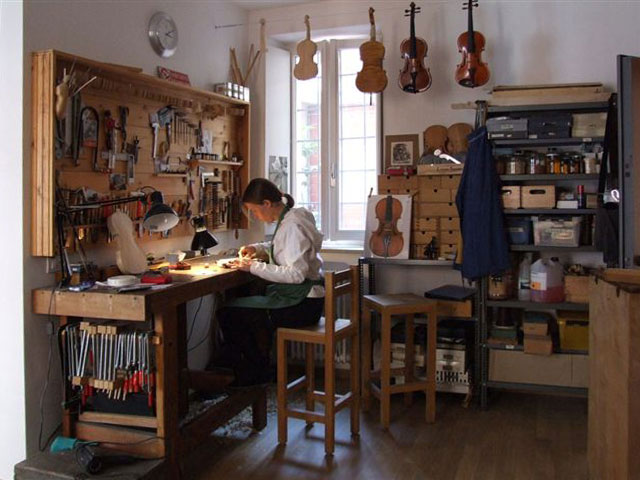
克雷莫纳传统小提琴制作室

「克雷莫纳传统小提琴制作工艺」（義大利官方稱为Saperi e saper fare liutario della tradizione cremonese）於2012年在政府间保护非物质文化遗产委员会第七屆會議期間被教科文組織宣佈為非物質文化遺產。

## 技術

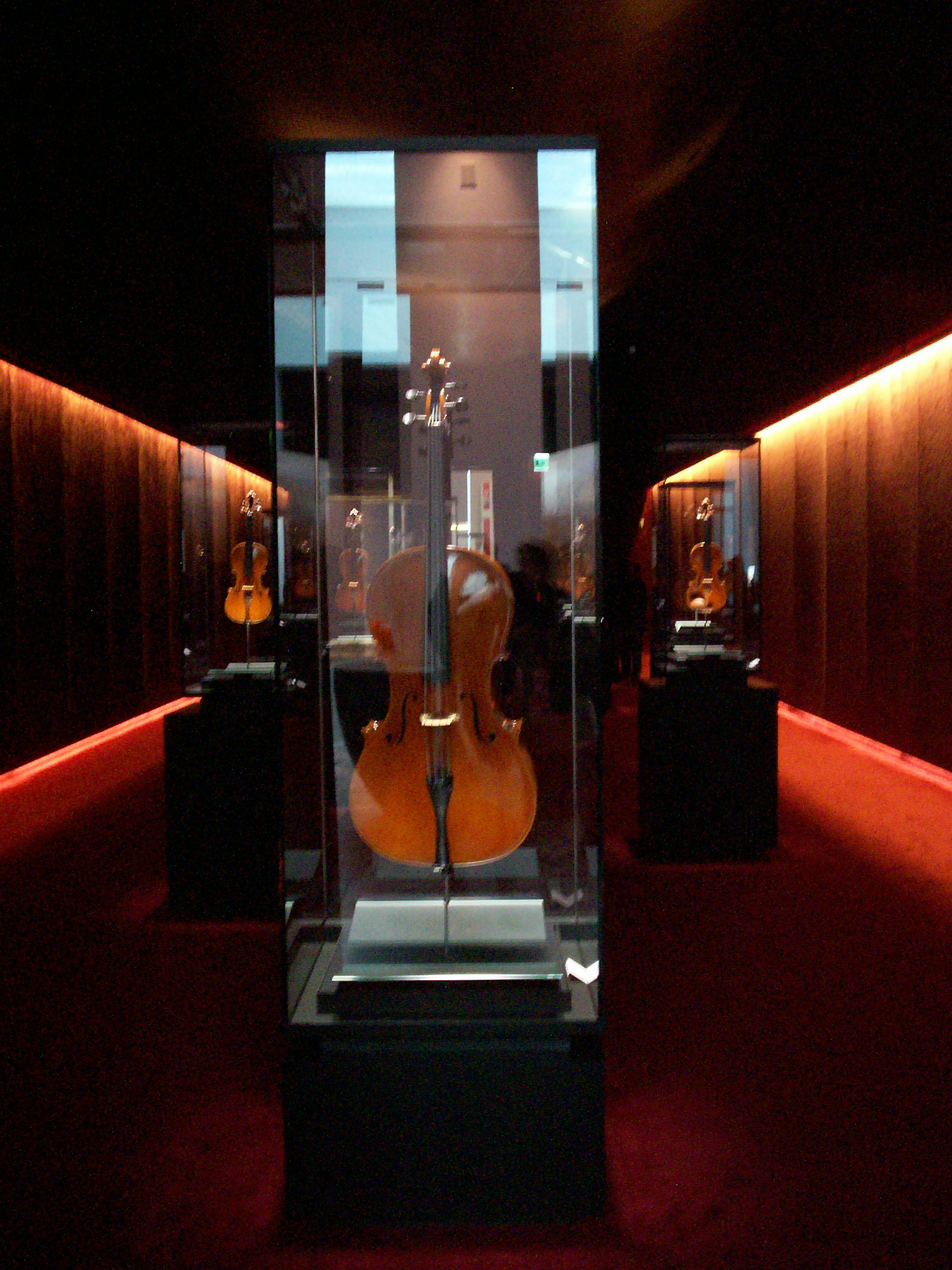
克雷莫納小提琴博物館的「寶物盒」

弓弦乐器可以不同的技术製作，但克雷莫納的弦樂器製作師開發了一種被認為是世界上獨一無二的技術。
每件樂器都是使用超過70種木制组件手工组装的。小提琴的每一部分都需要不同的技術，根据木材发出的聲響作出調整：因此小提琴是不可能完全相同的。小提琴的每一部分都使用特殊的木材製成，木材需經過自然的历练和製作師精心的挑选，不能強以人為製作。

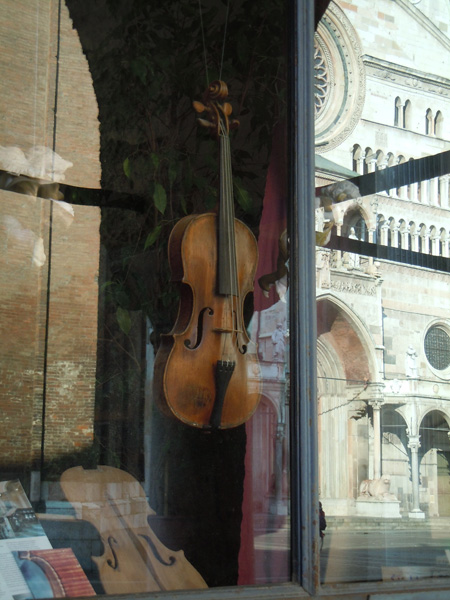
一家克雷莫納小提琴制作商店

克雷莫那傳統小提琴不可使用任何工業或半工業部件制作，亦不可进行噴漆。樂器的的很多部位看起来是裝飾性的，但其实它们可令聲音更大：這是第一支小提琴的两个特徵。
從樹木挑选到完成成品的每一個階段的制作過程都是由小提琴製造商親自进行，因此，克雷莫納的小提琴製造商每年只能製作出3-6支小提琴。
傳統小提琴製作者需對所有天然材料和技術知識完整地了解，自16世紀以來，製作師们积累了共同的手法和習慣，當克雷莫納小提琴製作开始流行時，阿马蒂家族的技术得到了尼古拉·阿玛蒂的学生，斯特拉迪瓦裡，瓜爾內里和貝爾貢齊等人的改進和完善。

## 保护

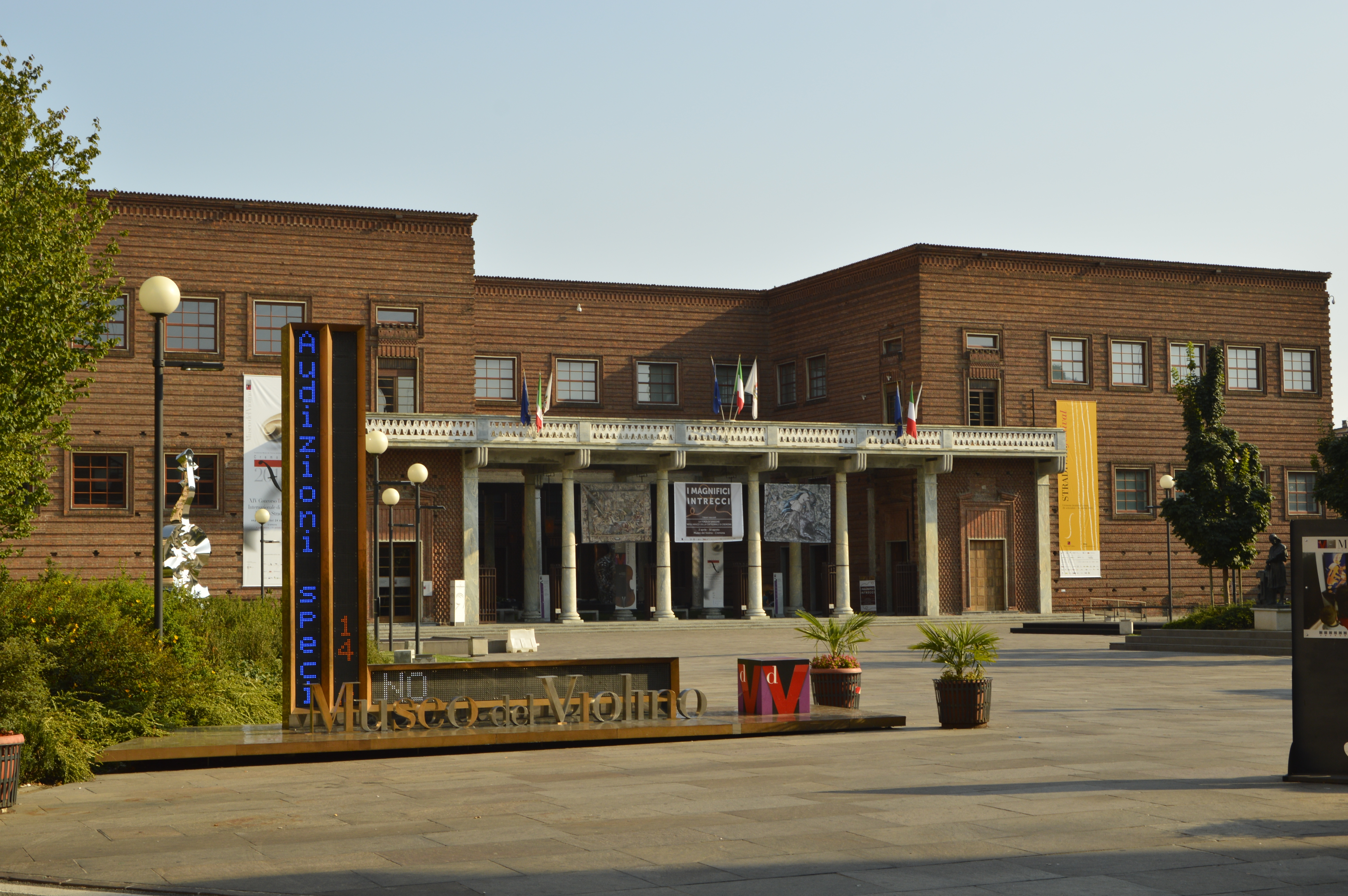
小提琴博物館

克拉莫納小提琴製作的古老傳統受到兩個代表了140多名工匠的監督機構保護：斯特拉迪瓦裡小提琴製造商協會和意大利小提琴協會。 此外，克雷莫納國際小提琴製作學校也於1938年9月12日在克雷莫納成立。
在教科文組織的認可之後，2013年，克雷莫納艺术宫廣場開設了一家小提琴博物館，並设置了觀眾席让参观者欣赏克雷莫納新舊樂器演奏的音樂。